# Hahnville (Louisiana)
Hahnville település az Amerikai Egyesült Államok Louisiana államában, Saint Charles megyében, melynek megyeszékhelye is. Lakosainak száma 2959 fő (2020. április 1.).

## Népesség
A település népességének változása:
| Lakosok száma | 2792 | 3344 | 2959 |
|               | 2000 | 2010 | 2020 |